# Атабаскани
Атабаскани (Дене или Дине) су породица северноамеричких домородачких народа која насељава западне државе САД, и то Аљаску, државе северног дела америчке западне (пацифичке) обале: Орегон, Вашингтон и Калифорнију, државе америчког југозапада: Њу Мексико, Аризону, Тексас, Јуту, Колорадо и Оклахому и западне провинције и територије Канаде: Британску Колумбију, Алберту, Саскачеван, Манитобу, Јукон и Северозападне Територије. Атабаскани говоре атабасканским језицима који се на основу њиховог географског распореда групишу у 3 групе.

## Подгрупе
На основу њиховог географског распореда Атабаскани се деле на:
- Северни Атабаскани
- Пацифички Атабаскани
- Јужни Атабаскани

Даље се могу поделити на већи број подгрупа на основу блискости језика којим говоре.

### Северни Атабаскани
- I) Јужноаљаска подгрупа

- 1. Ахтна
- 2. Денаина (или Танаина, Кенаице)

- II) Централноаљаско-јуконска подгрупа

- 3. Дег Хитан (или Ингалик, Дег Хинаг)
- 4. Холикачук (или Иноко)
- 5. Којукон
- 6. Горњи Кускоквим (или Колчан)
- 7. Танана (Доњи Танана, Средњи Танана, Горњи Танана и Танакрос)
- 8. Јужни Тучоне
- 9. Северни Тучоне
- 10. Гвичин (или Кучин, Лоучо, Тукуд)
- 11. Хан

- III) Северозападноканадска подгрупа

- А. Талтанско-тагишко-каскијска

- 12. Талтан
- 13. Тагиш
- 14. Каска

- 15. Секани
- 16. Данеза (или Бив`р)
- Б. Слејви

- 17. Јужни Слејви
- 18. Северни Слејви  (Маунт`н, Берлејк, Хари)

- 19. Догриб (или Тличо Јати)
- 20. Чипевјан (или Дене Сулине)
- 21. Јелоунајф

- IV) Зецотска подгрупа

- 22. Зецот (или Ветал)

- V) Централнобританскоколумбијска подгрупа

- А. Бабинско-вицувинска

- 23. Бабин
- 24. Вицувин

- 25. Дакел (или Керијер)
- 26. Чилкотин
- 27. Никóла (или Ставикс, Симилкамин)

- VI) Сарсијска подгрупа

- 28. Сутина (или Сарси)

- VII) Квалиоквијско-клацканска подгрупа

- 29. Квалиоква
- 30. Клацкани

### Пацифички Атабаскани
- I) Калифорнијска подгрупа

- А. Хупа (или Хупа-Чилула-Вилкут)

- 31. Хупа
- 32. Чилула
- 33. Вилкут

- Б. Матоли-Бер Рив`р

- 34. Матоли
- 35. Бер Ривер

- В. Ил Рив`р (или Ваилаки-Нонгат`л-Синкјон-Ласик)

- 36. Ваилаки
- 37. Нонгатл
- 38. Синкјон
- 39. Ласик

- 40. Като

- II) Орегонска подгрупа

- 41. Етнемитане (или Ап`р Амква, Горњи Амква)
- А. Доњи Рог Рив`р (или Тутутни-Шаста Коста-Коквил)

- 42. Тутутни
- 43. Шаста Коста
- 44. Коквил (или Горњи Коквил)

- Б. Горњи Рог Рив`р (или Галис-Аплгејт, Талташтантеде-Дакубетеде)

- 45. Галис (или Талташтантеде)
- 46. Аплгејт (или Дакубетеде)

- В. Толова (или Четко-Толова)

- 47. Четко
- 48. Толова

### Јужни Атабаскани
- 49. Навахо
- 50. Апачи

- I) Преријскоапачка подгрупа

- Преријски Апачи (или Кајова Апачи)

- II) Западноапачка подгрупа

- А. Чирикава-Мескалеро

- Чирикава
- Мескалеро

- Западни Апачи (или Тонто-Вајт Маунт`н-Сан Карлос-Чибику)

- III) Источноапачка подгрупа

- Хикари
- Липан

## Порекло имена
Име којим сами себе називају (ендоним или аутоним) атабаскански народи је Дене или Дине. Име Атабаскани (које је егзоним) потиче од имена атабасканске породице језика, а атабасканској породици језика име је дао Алберт Галатин 1836. у својој класификацији језика Северне Америке и потиче од имена језера Атабаска у Канади, име језера Атабаска је англизована верзија имена језера из језика народа Кри „Абапаска”, која значи „тамо где су трске једна до друге”.